# What's the New Mary Jane
What's the New Mary Jane è un brano sperimentale dei Beatles, composto da John Lennon ma accreditato, per convenzione, anche a Paul McCartney. Ipotizzato per l'inclusione nel White Album, non venne mai pubblicato ufficialmente fino all'Anthology 3 del 1996.

## Il brano

### Composizione
Il pezzo venne composto nel 1968, in India. Originariamente intitolato What a Shame Mary Jane Had a Pain at the Party, il titolo venne in seguito accorciato e modificato, ma la canzone è basata sulla frase che componeva il suo nome. Assieme a Revolution 9, rappresenta il primo ingresso di Lennon nella musica d'avanguardia. Nel 1969, il suo autore affermò che What's the New Mary Jane venne co-scritta assieme ad Alexis Mardas, da lui descritto come un "genio dell'elettronica", ma in seguito il suo nome venne tolto dai crediti della canzone per ragioni sconosciute. Come Cry Baby Cry, ricorda molto una filastrocca per bambini. Il titolo è probabilmente un gioco di parole che richiama la marijuana, allora chiamata nel gergo giovanile anglosassone “Mary Jane”.

### Registrazione e pubblicazione
La prima registrazione avvenne nella casa di George Harrison a Esher, quando vennero registrati i nastri demo per il futuro album The Beatles. Questa versione venne suonata con le chitarre acustiche e con una cacofonia vocale.
Nella versione apparsa sull'Anthology 3, Lennon ed Harrison sono gli unici membri dei Beatles a eseguirla; ai due si aggiunsero poi Yōko Ono e Mal Evans. La lavorazione sul brano iniziò il 14 agosto 1968, quando ne furono incisi quattro nastri: il primo era incompleto, il secondo durava 2:35, il terzo 3:45 e il quarto 6:12. In essa, Lennon suona il pianoforte ed Harrison la chitarra acustica raddoppiata; nella stessa data, venne aggiunto il campanaccio, lo xilofono e degli effetti sonori che davano l'impressione di essere entrati in un "bad trip". Un primo mixaggio stereo venne realizzato, con tre differenti versioni, l'11 settembre: infatti, Lennon voleva far pubblicare la canzone dalla Plastic Ono Band su un 45 giri (B-side: You Know My Name (Look Up the Number)), ma gli altri tre Beatles e la EMI glielo impedirono. Il 26 novembre venne creato un nuovo missaggio stereo, che comprendeva anche le parti vocali e degli effetti sonori incisi dalla Ono lo stesso giorno. In seguito, vennero effettuati altri mix e modifiche. La versione presente sull'Anthology 3 è quella di oltre sei minuti, che è anche quella apparsa più frequentemente nei vari bootleg.
Il singolo What's the New Mary Jane/You Know My Name (Look Up the Number) doveva essere pubblicato il 5 dicembre 1969 con il numero di serie APPLES 1002; un comunicato stampa della Apple aveva però annunciato la prossima pubblicazione di un 45 giri di John e Yoko con «many of the greatest show business names of today», ovvero i Beatles. È stato fatto notare che se il disco fosse stato davvero pubblicato, lo si sarebbe potuto certamente annoverare tra i singoli più sperimentali di tutti i tempi. John e Yoko fecero numerosi esperimenti sonori nel corso della loro vita: ancor prima di What's the New Mary Jane, il 20 maggio passarono un'intera notte a registrare musica d'avanguardia, e in seguito vennero pubblicati interi LP sperimentali, come Unfinished Music No.1 - Two Virgins del novembre 1968, e spesso erano presenti B-side di avanguardia nei 45 giri di Lennon, come Don't Worry Kyoko, che aveva sull'altra facciata Cold Turkey, oppure l'intero lato B dell'album dal vivo Live Peace in Toronto 1969 della Plastic Ono Band, ambedue di fine '69.

## Formazione
- John Lennon: voce, pianoforte, effetti sonori
- George Harrison: voce, chitarra acustica, effetti sonori
- Yōko Ono: voce, effetti sonori
- Mal Evans: voce, campanaccio[1]